# Brachytrachelopan
Brachytrachelopan foi um gênero de dinossauro saurópode dicraeossaurídeo de pescoço curto que habitou o atual sul da Argentina. É conhecido por um esqueleto parcial que foi estimado em 11 metros de comprimento e 5 toneladas. Ele tem um pescoço incrivelmente curto em comparação ao corpo, sendo o menor pescoço entre todos os saurópodes.

## Paleoecologia
O Brachytrachelopan viveu na Formação Canadon Asfalto e também coexistiu com Volkheimeria, Patagosaurus e Tehuelchesaurus.